# Diocesi di Risano
La diocesi di Risano (in latino Dioecesis Risinitana), riportata nell'Annuario pontificio come diocesi di Risinio, è una sede soppressa e sede titolare della Chiesa cattolica.

## Territorio
Sede vescovile era la città di Risano nelle Bocche di Cattaro.

## Storia
Incerta è la storia della diocesi, confusa anche con quella di altre sedi che ebbero nomi simili.
Per il periodo antico, si conosce l'esistenza di un solo vescovo, Sebastiano, menzionato in due lettere di Gregorio Magno del 591 e del 595. Tuttavia l'attribuzione di questo vescovo a Risano è dibattuta, a causa delle diverse varianti presenti nei manoscritti delle lettere del papa, che portano gli autori ad attribuirlo, con più certezza, alla diocesi di Sirmio.
Probabilmente la serie episcopale si interruppe, perché di una sede vescovile di Risano si ritrova traccia solo nel 1062, quando è annoverata fra le suffraganee dell'arcidiocesi di Antivari. Poco dopo entrò a far parte della provincia ecclesiastica dell'arcidiocesi di Ragusa (oggi diocesi di Ragusa di Dalmazia).
Nel XV secolo i vescovi risiedevano a Castelnuovo di Cattaro.
La sede decadde con la dominazione turca, dalla quale si salvò il solo titolo. Il territorio fu unito alla diocesi di Cattaro. È incerta la data dalla quale si devono considerare titolari i vescovi di Risano, ma si può collocare non dopo la metà del XV secolo.
Dal 1933 Risano è annoverata tra le sedi vescovili titolari della Chiesa cattolica; dal 28 novembre 2001 il vescovo titolare è Gáspár Ladocsi, già vescovo ausiliare di Esztergom-Budapest.

## Cronotassi dei vescovi
- Sebastiano ? † (prima del 591 - dopo il 595)
- Michele, O.E.S.A. † (circa 1271 - ?)
- Davide da Ginevra, O.E.S.A. † (prima del 1327 - dopo il 1349)
- Nicola, O.F.M. † (? - circa 1350 deceduto)
- Doimo, O.F.M. † (28 marzo 1351 - 25 ottobre 1352 nominato vescovo di Cattaro)
- Cesario † (? - 1355)
- Dionigi † (? - 1400 nominato vescovo di Cattaro)
- Andrea † (1400 - ?)
- Enrico de Tolnis, O.Carm. † (16 giugno 1400 - ?)
- Costantino Clementi, O.F.M. † (9 luglio 1423 - ?)
- Egidio Byedborch, O.Carm. † (29 novembre 1428 - ?)
- Antun Bogdanović † (12 aprile 1434 - ?)
- Giovanni da Montemartino, O.F.M. † (1º settembre 1434 - ?)
- Dionisio Stefani, O.Carm. † (17 ottobre 1436 - ?)
- Giovanni Mattei, O.Carm. † (12 gennaio 1453 - ? deceduto)
- Heinrich Hopfgarten, O.E.S.A. † (21 novembre 1455 - 24 marzo 1460 deceduto)
- Daniele † (10 dicembre 1470 - ? deceduto)
- Raphael † (16 febbraio 1487 - ?)
- Adriano de Arnoldis, O.Carm. † (18 settembre 1518 - ?)
- Antonio Pasquali, O.F.M.Conv. † (12 ottobre 1520 - ?)
- Miguel de Sanguesa, O.Cist. † (29 aprile 1537 - ?)
- André Tissier, O.F.M † (4 marzo 1551 - ?)
- György Zalatnaki † (4 marzo 1551 - 20 dicembre 1600 nominato vescovo di Pécs)
- Alfonso de Requeséns Fenollet, O.F.M. † (30 agosto 1610 - 6 ottobre 1625 nominato vescovo di Barbastro)
- Vincenzo Zucconi † (30 agosto 1627 - ?)

## Cronotassi dei vescovi titolari
- Ubald Langlois, O.M.I. † (30 marzo 1938 - 18 settembre 1953 deceduto)
- Alphonse-Célestin-Basile Baud, O.F.M.Cap. † (10 aprile 1954 - 14 settembre 1955 nominato vescovo di Berbérati)
- Raúl Zambrano Camader † (29 dicembre 1956 - 26 aprile 1962 nominato vescovo di Facatativá)
- Charles Borromeo McLaughlin † (13 gennaio 1964 - 2 maggio 1968 nominato vescovo di Saint Petersburg)
- Paolo Botto † (2 maggio 1969 - 3 dicembre 1970 dimesso)
- Reginaldo Giuseppe Maria Addazi, O.P. † (3 luglio 1971 - 7 febbraio 1975 deceduto)
- Giovanni Pes † (25 aprile 1975 - 23 maggio 1979 nominato vescovo di Alghero e Bosa)
- Władysław Ziółek (12 marzo 1980 - 24 gennaio 1986 nominato vescovo di Łódź)
- Abraham Escudero Montoya † (22 maggio 1986 - 30 aprile 1990 nominato vescovo di Espinal)
- John Richard McNamara † (14 aprile 1992 - 16 aprile 2001 deceduto)
- Gáspár Ladocsi, dal 28 novembre 2001